# Mannus (Zeitschrift)
Die Zeitschrift Mannus war gemäß  Untertitel eine „Zeitschrift für Vorgeschichte“ (Ab dem 26. Band, 1934, lautete der Untertitel „Zeitschrift für Deutsche Vorgeschichte“). Sie wurde von dem völkischen Archäologen Gustaf Kossinna und der von ihm gegründeten Deutschen Gesellschaft für Vorgeschichte (später: Gesellschaft für Deutsche Vorgeschichte, Reichsbund für Deutsche Vorgeschichte) herausgegeben. Der erste Band erschien 1909, der vorerst letzte 34. Band 1942. Erscheinungsort war zunächst Würzburg, ab Band 9 Leipzig. Neben den 34 Hauptbänden veröffentlichte man in den Jahren 1910 bis 1930 acht Ergänzungsbände.
Mitherausgeber wurde später der Greifswalder Prähistoriker Carl Engel, Mitglied im SS-Ahnenerbe. Mannus war eine der wichtigsten deutschen archäologischen Zeitschriften dieser Zeit. Aufgrund ihres an Kossinnas Ansichten orientierten Inhalts ist sie bis heute heftig umstritten. Kossinna gilt als „Wegbereiter der nationalsozialistischen «Propaganda-Archäologie»“.
Von 1969 bis 1994 erschien im rechtsextremen Verlag Peter Wegener Mannus erneut als Zeitschrift der unter der Ägide von Bolko von Richthofen neu gegründeten Gesellschaft für Vor- und Frühgeschichte. Vor allem in den Anfangsjahren nach der Wiedergründung arbeitete man eng mit der vom rechtsextremen Verein Gesellschaft für biologische Anthropologie, Eugenik und Verhaltensforschung herausgegebenen Zeitschrift „Neue Anthropologie“ zusammen und tauschte unter anderem Artikel aus. Zugleich entstanden im Umfeld der „neugegründeten“ DGV zahlreiche Schriften, welche im Rahmen der Reihe Mannus-Bibliothek veröffentlicht wurden.